# سفارة جنوب السودان في الخرطوم
سفارة جنوب السودان لدى السودان هي الممثلية الدبلوماسية العليا من  جنوب السودان لدى السودان. 